# Bersant Celina
Bersant Edvar Celina (n. 9 septembrie 1996, Prizren, Republica Serbia, Serbia) este un fotbalist profesionist din Kosovo care joacă pe postul de mijlocaș pentru clubul galez Swansea City și echipa națională a provinciei Kosovo.
Și-a început cariera de fotbalist profesionist la Manchester City, pentru care a jucat în patru meciuri, și care l-a împrumutat la Twente din Eredivisie și Ipswich Town din EFL. El a semnat cu Swansea în 2018.
Născut în FR Iugoslavia, Celina a crescut în Norvegia. După ce a jucat pentru Norvegia la tineret, și-a făcut debutul la naționala mare a Kosovoului în 2014.

## Cariera pe echipe

### Primii ani
Celina a crescut în Drammen, Norvegia, unde s-a mutat la vârsta de doi ani. Și-a început cariera la tineretul lui Strømsgodset din Norvegia. În 2012, i s-a oferit o bursă din partea lui Manchester City Reserves and Academy din Anglia, unde s-a antrenat pentru următorii doi ani.

### Manchester City
La 1 iulie 2014, Celina a semnat un contract de profesionist pe trei ani cu Manchester City. La acea vreme, Celina a fost accidentat și a suferit o intervenție chirurgicală; după ce și-a revenit s-a întors la echipa de tineret.
La sfârșitul lunii decembrie 2014. Celina a fost chemat la prima echipă de către antrenorul Manuel Pellegrini, datorită programului de Crăciun ocupat în care Manchester City a jucat patru meciuri în doar o săptămână. Celina nu a fost trecut pe foaia de joc pentru cele trei meciuri din Premier League, fiind rezervă în turul al treilea al Cupei FA împotriva lui Sheffield Wednesday de pe 4 ianuarie 2015. Celina nu a fost trimis pe teren, iar meciul avea să se termine cu o victorie, scor 2-1 pentru City.
La 19 ianuarie 2015, Celina a fost luat în lotul care a participat la turneul pe care echipa sa l-a făcut în pauza de iarnă a campionatului la Abu Dhabi împreună cu alți trei jucători din academia lui Manchester City. El a fost inclus împreună cu Brandon Barker, George Evans și Thierry Ambrose de la Echipa de Dezvoltare de Elită a lui Patrick Vieira pentru deplasarea din Orientul Mijlociu. Celina a jucat în primul meci la echipa mare a lui City intrând în locul lui Edin Džeko într-un amical împotriva lui Hamburger SV din Germania.
Celina și-a făcut debutul oficial pentru prima echipă pe 9 ianuarie 2016 în meciul de Cupa Angliei cu Norwich City, intrând în minutul 85 într-o victorie scor 3-0. Mai târziu, el a jucat primul meci în Premier League după ce a intrat pe teren din postura de rezervă pe 6 februarie, la scorul de 1-3 de acasă împotriva Leicester City, dându-i o pasă de gol lui Sergio Agüero pentru singurul gol marcat de Manchester City. La 21 februarie, el a jucat primul meci ca titular pentru Manchester City, într-un meci din turul al cincilea al Cupei Angliei împotriva lui Chelsea de pe Stamford Bridge.

#### Împrumutul la Twente
La 25 august 2016. Celina a ajuns la echipa  FC Twente din Eredivisie, sub formă de împrumut pentru un sezon. El a debutat pentru formația olandeză pe 10 septembrie, intrând pe teren în minutul 67 
, înscriind primul gol pentru club. La 29 ianuarie 2017, Celina a fost trimis la cabine după ce a primit un cartonaș roșu în minutul 49, într-un meci împotriva lui PEC Zwolle. Pe 6 aprilie, Celina a marcat al 5-lea gol pentru Twente în prelungiri, reușind să marcheze ultimul gol al partidei cu PSV, scor 2-2. După sezonul 2016-2017, Celina a semnat un nou contract pe trei ani cu Manchester City.

#### Împrumutul la Ipswich Town
Pe 3 iulie 2017 Celina a ajuns la Ipswich Town din EFL, fiind împrumutat timp de un sezon. La 22 august 2017, a marcat primul gol pentru Ipswich într-un meci de EFL Cup împotriva lui Crystal Palace. El a înscris primul gol pentru Ipswich într-o înfrângere scor 2-1 împotriva lui Queens Park Rangers.

### Swansea City
Pe 31 iulie 2018, Celina a semnat cu echipa din Championship Swansea City, fiind transferat pentru 3 milioane de lire sterline cu încă un milion în bonusuri bazate pe performanță. O zi mai târziu, clubul a confirmat că Celina a fost transferat permanent și a semnat un contract pe patru ani. La 4 august, a debutat cu o victorie scor 1-2 cu Sheffield United, începând ca titular. El a înscris primul gol pentru Lebede într-o înfrângere scor 3-2 împotriva fostului său club Ipswich pe 6 octombrie.
La 13 martie 2019, Celina a alunecat în timpul executării unui penalty din meciul cu West Bromwich Albion pierdut cu 3-0. Trei zile mai târziu, a marcat în sferturile de finală ale Cupei Angliei pentru 2-0 la pauză cu fostul său club Manchester City de pe stadionul Liberty, deși echipa sa avea să piardă în cele din urmă cu 3-2.

## Cariera la națională

### Norvegia

#### Tineret
În primii ani la națională, Celina a primit patru selecții din partea Norvegiei sub 15 ani și trei selecții la echipa sub 16 ani.

#### Sub-17
El a fost chemat la echipa națională sub 17 ani de către antrenorul Bård Flovik pentru a participa la Campionatul European sub 17 ani. În meciul de deschidere cu Malta, de pe 29 septembrie 2012, Celina a fost o rezervă neutilizată. A jucat în cel de-al doilea meci pe 1 octombrie împotriva Islandei, înainte de a fi înlocuit în minutul 77 cu Joachim Eriksen. Meciul s-a terminat cu o victorie scor 2-0. Pentru ultimul meci, cel împotriva Portugaliei de pe 4 octombrie, a fost din nou rezervă neutilizată pentru întregul meci, care s-a terminat cu o victorie scor 1-0.

#### Sub-21
La 25 august 2015 Celina a fost chemată să joace pentru Norvegia sub 21 de ani în meciul din calificările la Campionatului European sub 21 de ani împotriva Angliei. El și-a făcut debutul pe 7 septembrie 2015 pentru naționala U21 în minutul 87 al meciului.

### Kosovo

#### Seniori
De îndată ce FIFA i-a permis lui Kosovo să joace meciuri amicale cu alți membri ai FIFA, în martie 2014, Celina a fost chemată la echipa kosovară pentru primul lor meci sub egida FIFA împotriva lui Haiti. El a fost o rezervă neutilizată a meciului care s-a terminat într-o remiză fără goluri.
Celina a ratat primele două amicale împotriva Turciei și Senegalului din mai din cauza unei accidentări, dar s-a întors în septembrie 2014 pentru meciul cu Oman. El și-a făcut debutul pentru Kosovo în acel meci, jucând timp de 83 de minute, cu Kosovo câștigând cu 1-0.
În ianuarie 2015 Celina a declarat că nu va onora convocarea făcută de Norvegia, deoarece dorea să joace pentru Kosovo. Albert Bunjaki, antrenorul principal a luil Kosovo, a declarat că nu va juca pentru Albania, în ciuda faptului că deține dublă cetățenie norvegiană și kosovară.
După ce a jucat la echipa națională a provinciei Kosovo, a jucat, de asemenea, o dată pentru Norvegia U21, nefiind hotărât ce echipă să aleagă. Totuși, el totuși și-a confirmat loialitatea față de Kosovo când a apărut în primul amical al acestei țări sub egida FIFA, împotriva Insulelor Feroe. El și-a făcut debutul într-un meci oficial împotriva Finlandei la 5 septembrie 2016, intrând ca rezervă în minutul 66, fiind legat permanent de Kosovo, confirmând totodată că va fi echipa națională pe care o va reprezenta de acum încolo.

#### Sub-21
La data de 5 iunie 2017, Celina a fost convocat la naționala U21 a Kosovo pentru un meci de calificare la Campionatul European de tineret sub 21 de ani al UEFA în 2019 împotriva Norvegiei U21 pentru care a debutat ca titular.

## Viața personală
La data de 7 august 2016, Celina a fost arestat pentru că conducea sub influența alcoolului, atunci când ofițerii l-au depistat la volan în centrul orașului Manchester la ora 3.30 dimineața. El a fost amendat cu 2.625 £ și i-a interzis să conducă timp de un an. De asemenea, a fost obligat să mai plătească 255 de lire sterline.

## Statistici privind cariera

### Club
Până pe 6 aprilie 2019 
| Club                      | Sezon         | Campionat      | Campionat | Campionat | Cupă    | Cupă   | Cupa Ligii | Cupa Ligii | Europa  | Europa | Altele  | Altele | Total   | Total  |
| Club                      | Sezon         | Divizie        | Meciuri   | Goluri    | Meciuri | Goluri | Meciuri    | Goluri     | Meciuri | Goluri | Meciuri | Goluri | Meciuri | Goluri |
| ------------------------- | ------------- | -------------- | --------- | --------- | ------- | ------ | ---------- | ---------- | ------- | ------ | ------- | ------ | ------- | ------ |
| Manchester City           | 2015-2016     | Premier League | 1         | 0         | 3       | 0      | 0          | 0          | 0       | 0      | 0       | 0      | 4       | 0      |
| Twente (împrumut)         | 2016-2017     | Eredivisie     | 27        | 5         | 1       | 0      | -          | -          | -       | -      | -       | -      | 28      | 5      |
| Orașul Ipswich (împrumut) | 2017-2018     | Campionat      | 35        | 7         | 1       | 0      | 2          | 1          | -       | -      | -       | -      | 38      | 8      |
| Swansea City              | 2018-2019     | Campionat      | 36        | 5         | 4       | 3      | 0          | 0          | -       | -      | -       | -      | 40      | 8      |
| Total carieră             | Total carieră | Total carieră  | 99        | 17        | 9       | 3      | 2          | 1          | 0       | 0      | 0       | 0      | 110     | 21     |

### Meciuri la națională
Până pe 21 martie 2019 
| Kosovo | Kosovo  | Kosovo |
| An     | Meciuri | Goluri |
| ------ | ------- | ------ |
| 2014   | 1       | 0      |
| 2015   | 1       | 1      |
| 2016   | 3       | 0      |
| 2017   | 3       | 0      |
| 2018   | 3       | 0      |
| 2019   | 1       | 1      |
| Total  | 12      | 2      |

### Goluri la națională
Până pe 21 martie 2019. Rubrica scor indică scorul după fiecare gol marcat de Celina. 
| Nu. | Data              | loc de întâlnire                              | Capac | Adversar  | Scor | Rezultat | Competiție |
| --- | ----------------- | --------------------------------------------- | ----- | --------- | ---- | -------- | ---------- |
| 1   | 13 noiembrie 2015 | Stadionul orașului Pristina, Pristina, Kosovo | 2     | Albania   | 1 -1 | 2-2      | Amical     |
| 2   | 21 martie 2019    | Stadionul Fadil Vokrri, Pristina, Kosovo      | 12    | Danemarca | 2 -1 | 2-2      | Amical     |